# جياني تريبلهورن
جياني ماري تريبلهورن (بالإنجليزية: Jeanne Marie Tripplehorn)‏ وهي ممثلة أفلام وتلفزيون أمريكية ولدت في يوم 10 يونيو 1963 في مدينة تولسا في ولاية أوكلاهوما في الولايات المتحدة، مثلت في فلم غريزة أساسية وفلم الشُركة وفلم عالم الماء ومثلت في مسلسل الحب الكبير من 2006 إلى 2011 وفي مسلسل عقول إجرامية من 2012 إلى 2014.

## روابط خارجية
- جياني تريبلهورن على موقع IMDb (الإنجليزية)
- جياني تريبلهورن على موقع ميتاكريتيك (الإنجليزية)
- جياني تريبلهورن على موقع روتن توميتوز (الإنجليزية)
- جياني تريبلهورن على موقع قاعدة بيانات الأفلام العربية
- جياني تريبلهورن على موقع ألو سيني (الفرنسية)
- جياني تريبلهورن على موقع ميوزك برينز (الإنجليزية)
- جياني تريبلهورن على موقع أول موفي (الإنجليزية)
- جياني تريبلهورن على موقع قاعدة بيانات برودواي على الإنترنت (الإنجليزية)
- جياني تريبلهورن على موقع قاعدة بيانات الأفلام السويدية (السويدية)
- جياني تريبلهورن على موقع إن إن دي بي (الإنجليزية)